# خفاش بودن چگونه است؟

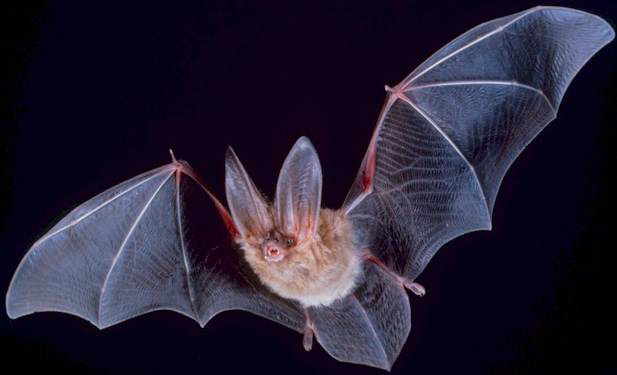
تامس نیگل استدلال می‌کند که درحالی‌که ممکن است یک انسان با در نظر گرفتن «دیدگاه خفاش» بتواند تصور کند خفاش بودن چگونه است، اما «دانستن خفاش بودن خفاش چگونه است، غیرممکن است.» (تصویر خفاش گوش‌بزرگ تاونسند).

خفاش بودن چگونه است؟ (به انگلیسی: ?What Is It Like to Be a Bat) مقاله‌ای از فیلسوف آمریکایی تامس نیگل است که برای اولین بار در فصل‌نامه بررسی فلسفی (The Philosophical Review) در اکتبر ۱۹۷۴ و بعدتر در پرسش‌های فانی نیگل (۱۹۷۹) منتشر شد. این مقاله چندین مشکل ناشی از آگاهی را مطرح می‌کند، از جمله حل نشدن احتمالی مسئله ذهن و بدن به‌دلیل «واقعیت‌های فراتر از دسترس مفاهیم انسانی»، محدودیت‌های عینی و تقلیل‌گرایی، «ویژگی‌های پدیدارشناختی» تجربه ذهنی، محدودیت‌های تخیل انسان، و معنای آن چیزی خاص و آگاهانه است.
نیگل ادعا می‌کند که «یک ارگانیسم، حالات ذهنی خودآگاه دارد؛ اگر و فقط اگر چیزی وجود داشته باشد که شبیه آن ارگانیسم باشد؛ چیزی که شبیه خود ارگانیسم است.» این ادعا در مطالعات آگاهی به جایگاه ویژه‌ای به‌عنوان مطالعه استاندارد «آنچه شبیه است» دست یافته‌است. دانیل دنت، درحالی‌که در برخی موارد به‌شدت مخالف نیگل بود، مقاله او را به‌عنوان «مورد استناد و تأثیرگذارترین آزمایش فکری در مورد آگاهی» تصدیق کرد.

## پایان‌نامه

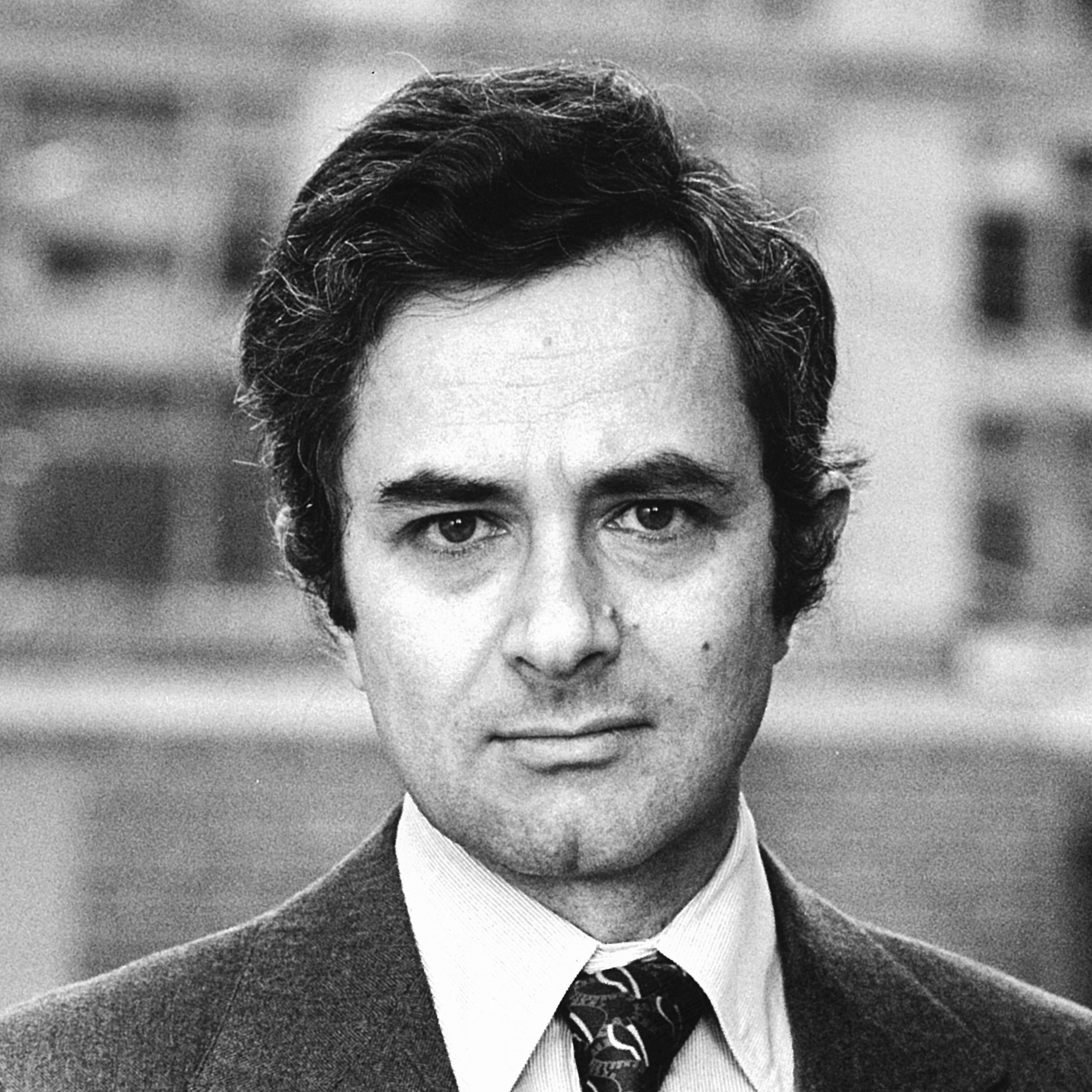
«خفاش بودن چگونه است؟» نوشته‌شده توسط تامس نیگل (تصویر)

نیگل امکان تبیین «مهم‌ترین و مشخص‌ترین ویژگی پدیده‌های ذهنی آگاهانه» را با ماتریالیسم تقلیل‌دهنده به چالش می‌کشد (این موضع فلسفی که همه گزاره‌های مربوط به ذهن و حالات ذهنی را می‌توان بدون هیچ‌گونه افت یا تغییر معنا به گزاره‌هایی دربارهٔ فیزیکی). برای مثال، راه‌حل یک فیزیکالیست تقلیل‌دهنده برای «مسئله ذهن و بدن» معتقد است که «آگاهی» هر چه باشد، می‌توان آن را به‌طور کامل از طریق روندهای فیزیکی در مغز و بدن توصیف کرد.
نیگل با این فرض شروع می‌کند که «تجربه آگاهانه پدیده‌ای گسترده‌است» که در بسیاری از حیوانات (به‌ویژه پستانداران) وجود دارد، اگرچه «سخت است بگوییم [...] چه چیزی این شواهد را اثبات می‌کند». بنابراین، نیگل آگاهی را نه به‌عنوان چیزی منحصراً انسانی، بلکه به‌عنوان چیزی که بین بسیاری، اگر نگوییم همه، ارگانیسم‌ها مشترک است، می‌بیند. نیگل باید از چیزی غیر از ادراک حسی صحبت کرده باشد، زیرا حقایق عینی و شواهد گسترده نشان می‌دهد که موجودات دارای اندام‌های حسی دارای فرآیندهای بیولوژیکی ادراک حسی هستند. در واقع، آنچه که همه ارگانیسم‌ها در آن سهیم هستند، به گفته نیگل، چیزی است که او آن را «خصلت ذهنی تجربه» می‌نامد که چنین تعریف می‌شود: «یک ارگانیسم حالات ذهنی آگاهانه‌ای دارد، اگر و تنها اگر چیزی وجود داشته باشد که شبیه آن ارگانیسم باشد. چیزی که شبیه خود ارگانیسم است.»
این مقاله استدلال می‌مند که ماهیت ذهنی آگاهی هرگونه تلاش برای توضیح آگاهی از طریق ابزارهای عینی و تقلیل‌گرایانه را تضعیف می‌کند. ماهیت ذهنی تجربه را نمی‌توان با سیستمی از حالات کارکردی یا قصدی توضیح داد. اگر خصلت ذهنی تجربه نادیده گرفته شود، نمی‌توان آگاهی را به‌طور کامل توضیح داد، و خصلت ذهنی تجربه را نمی‌توان توسط یک امر تقلیل‌گرا توضیح داد. این یک پدیده ذهنی است که نمی‌توان آن را به ماتریالیسم تقلیل داد. بنابراین، برای تبیین آگاهی از یک موضع تقلیل‌گرایانه، باید ایده خصلت ذهنی تجربه را کنار گذاشت، که تعلیق به محال است. دیدگاه فیزیکالیستی نیز نمی‌تواند باشد، زیرا در چنین جهانی، هر تجربه پدیداری که توسط یک موجود آگاه به‌دست می‌آید، باید دارای ویژگی فیزیکی باشد که به آن نسبت داده می‌شود، که اثبات آن به‌دلیل ذهنی بودن تجربه آگاه غیرممکن است. نیگل استدلال می‌کند که هر تجربه ذهنی با یک «دیدگاه واحد» مرتبط است، و در نظر گرفتن هر تجربه آگاهانه به‌عنوان چیزی «عینی» غیرممکن است.
نیگل از استعاره خفاش‌ها برای روشن کردن تمایز بین مفاهیم ذهنی و عینی استفاده می‌کند. از آن‌جایی که خفاش‌ها از پستانداران هستند، فرض بر این است که آن‌ها تجربه آگاهانه دارند. ناگل پس از زندگی در خانه‌ای که حیوانات مکرراً از آن بازدید می‌کردند، الهام گرفت که از خفاش برای بحث خود استفاده کند. نیگل در نهایت از خفاش‌ها برای استدلال خود استفاده کرد، زیرا آن‌ها از یک دستگاه حسی بیولوژیکی بسیار تکامل‌یافته و فعال استفاده می‌کنند که به‌طور قابل‌وجهی با بسیاری از موجودات دیگر متفاوت است. خفاش‌ها از پژواک برای جهت‌یابی و درک اشیاء استفاده می‌کنند. این روش ادراک شبیه حس بینایی انسان است. سونار و بینایی هر دو به‌عنوان تجربیات ادراکی در نظر گرفته می‌شوند. درحالی‌که می‌توان تصور کرد که پرواز کردن، حرکت با سونار، آویزان کردن وارونه و خوردن حشرات مانند خفاش چگونه خواهد بود، اما این با دیدگاه خفاش یکسان نیست. نیگل ادعا می‌کند که حتی اگر انسان‌ها می‌توانستند به تدریج به خفاش‌ها تبدیل شوند، مغز آن‌ها از بدو تولد مانند یک خفاش سیم‌کشی نمی‌شد؛ بنابراین، آن‌ها فقط می‌توانند زندگی و رفتار یک خفاش را تجربه کنند تا طرز فکر.
این یک تفاوت بین دیدگاه ذهنی و عینی است. به گفته نیگل، «فعالیت ذهنی خود ما تنها واقعیت غیرقابل انکار تجربه ماست»، به این معنی که هر فردی فقط می‌تواند این را بداند که چگونه است (سوبژکتیویسم). عینیت به یک حالت ادراک بی‌طرفانه و غیرذهنی نیاز دارد. برای نیگل، دیدگاه عینی امکان‌پذیر نیست، زیرا انسان‌ها به تجربه ذهنی محدود می‌شوند.
مقاله نیگل با این بحث به پایان می‌رسد که اشتباه است اگر فرض کنیم فیزیکالیسم نادرست است، زیرا این موضع نیز ناقص درک شده‌است. فیزیکالیسم ادعا می‌کند که حالات و رویدادها فیزیکی هستند، اما آن حالات و رویدادهای فیزیکی فقط به‌طور ناقص مشخص می‌شوند. با این وجود، او معتقد است که فیزیکالیسم بدون توصیف تجربه عینی و ذهنی قابل درک نیست. این یک پیش‌شرط ضروری برای درک مشکل ذهن و بدن است.

## انتقادات
دنیل دنت ادعای نیگل مبنی بر این‌که آگاهی خفاش غیرقابل دسترسی است را رد می‌کند و معتقد است که هر ویژگی «جالب، یا از لحاظ نظری مهم» آگاهی خفاش قابل مشاهده سوم شخص است. برای مثال، واضح است که خفاش‌ها نمی‌توانند اجسام را در فاصله بیش از چند متر تشخیص دهند، زیرا اکولوکاسیون برد محدودی دارد. دنت معتقد است که هر جنبه مشابهی از تجربیات خود را می‌توان با آزمایش‌های علمی بیش‌تر به‌دست‌آورد. او همچنین اشاره کرده‌است که استدلال و سؤال نیگل جدید نبود، بلکه قبلاً توسط بی‌ای فارل در مقاله‌ای به‌نام «تجربه» در مجله «ذهن»، در سال ۱۹۵۰ منتشر شده‌است.
کاتلین آکینز به‌طور مشابهی استدلال کرد که بسیاری از سؤالات در مورد تجربه ذهنی یک خفاش به سؤالات بی‌پاسخ در مورد جزئیات علوم اعصاب مغز خفاش (مانند عملکرد پروفایل‌های فعالیت قشر مغز) بستگی دارد و نیگل در رد کردن آن‌ها به‌عنوان پاسخ به سؤال اصلی خود بسیار سریع عمل می‌کند.
پیتر هکر بیانیه نیگل را نه تنها «سوءساخت‌شده»، بلکه از نظر فلسفی «اشتباه»، و به‌عنوان تعریفی از آگاهی تحلیل می‌کند. او ادعا می‌کند که مقاله نیگل «زمینه‌ای را برای … چهل سال سردرگمی تازه دربارهٔ آگاهی ایجاد کرد».
اریک شویتزگبل و مایکل اس. گوردون استدلال کرده‌اند که برخلاف ناگل، انسان‌های با بینایی معمولی مانند خفاش‌ها از پژواک استفاده می‌کنند؛ فقط این است که معمولاً بدون آگاهی فرد انجام می‌شود. آن‌ها از این چنین استدلال می‌کنند که افراد عادی در شرایط عادی ممکن است به‌شدت و به‌طور سیستماتیک در مورد تجربه آگاهانه خود دچار اشتباه شوند.

## برای مطالعه بیش‌تر
- هکر, پی. ام.اس. (2002). "آیا چیزی شبیه خفاش بودن وجود دارد؟" (پی‌دی‌اف). مجله فلسفه. 77: 157–174. doi:10.1017/s0031819102000220.
- شویتزگبل, اریک (2020-12-23). "آیا چیزی شبیه حلزون بودن وجود دارد؟" (پی‌دی‌اف).